# Равна Река
Равна река је насеље у општини Деспотовац, у Поморавском округу, у Србији. Према попису из 2022. било је 180 становника.
Село је добило водовод 20. јануара 1937. Вода је подизана 400 метара, један резервоар је био намењен Сењском Руднику.

## Историја
Некадашње рударско насеље Равна река у деспотовачкој општини средином 20 века имало је више од 4 хиљаде становника, свој хотел, јавни превоз, 14 кафана, осам пекара, биоскоп са свакодневном пројекцијом, католичку цркву, највећу у тадашњој Србији, која данас не ради. Православна црква Светог Пантелејмона, чија је иницијатива за изградњу започела августа 1997, а освештена је 2012. године.
Здравствена станица „Ресавица“, за примарну здравствену заштиту, почела је са радом 1962. године и обухвата општу медицину, медицину рада, лабораторију, стоматологију, поливалентну патронажу и истурена апотекарску јединицу. Лекари свакодневно опслужују и Здравствену станицу „Сењски Рудник“, која нема сталног лекара.
Основна школа „Вук Караџић“ основна је 1955. године, Народна библиотека „Ресавска школа“, 31. марта 1966. године, са главном управом у Деспотовцу, а Дечји вртић „Рада Миљковић“, 1981. године. КУД „Бранислав Нушић“ основано 1945. године, и са око 150 чланова имало је 3 секције: фолклорну, музичку и драмску.
Насеље је живело све док је радио рудник. Од затварања рудника, 1973. године до данас, траје процес гашење насеља, тако да је данас у насељу остало свега 150 углавном старијих житеља.

## Демографија
У насељу Равна река живи 304 пунолетна становника, а просечна старост становништва износи 40,9 година (39,3 код мушкараца и 42,6 код жена). У насељу има 149 домаћинстава, а просечан број чланова по домаћинству је 2,55.
Ово насеље је углавном насељено Србима (према попису из 2002. године), а у последња три пописа, примећен је пад у броју становника.
Јавни превоз житељи Равне реке немају већ 6 година. Здравствена амбуланта ради свакодневно, као и једна продавница. На самом улазу у насеље неколико обновљених кућа углавном повратника из иностранства.
Према наводима мештана...тежак живот, посебно у зимским месецима је главни разлог што већина становника у Равну реку долази само током лета.
|  |

| Демографија | Демографија | Демографија |
| Година      | Становника  | Становника  |
| ----------- | ----------- | ----------- |
| 1948.       | 1.723       |             |
| 1953.       | 2.248       |             |
| 1961.       | 2.113       |             |
| 1971.       | 973         |             |
| 1981.       | 722         |             |
| 1991.       | 606         | 565         |
| 2002.       | 380         | 430         |

| Етнички састав према попису из 2002.‍ | Етнички састав према попису из 2002.‍ | Етнички састав према попису из 2002.‍ | Етнички састав према попису из 2002.‍ | Етнички састав према попису из 2002.‍ |
| ------------------------------------ | ------------------------------------ | ------------------------------------ | ------------------------------------ | ------------------------------------ |
|                                      |                                      |                                      |                                      |                                      |
| Срби                                 | Срби                                 |                                      | 319                                  | 83,94%                               |
| Хрвати                               | Хрвати                               |                                      | 5                                    | 1,31%                                |
| Македонци                            | Македонци                            |                                      | 3                                    | 0,78%                                |
| Југословени                          | Југословени                          |                                      | 2                                    | 0,52%                                |
| Роми                                 | Роми                                 |                                      | 1                                    | 0,26%                                |
| непознато                            | непознато                            |                                      | 49                                   | 12,89%                               |

| Година пописа     | 1948. | 1953. | 1961. | 1971. | 1981. | 1991. | 2002. |
| ----------------- | ----- | ----- | ----- | ----- | ----- | ----- | ----- |
| Број домаћинстава | 743   | 1.048 | 802   | 297   | 238   | 204   | 149   |

| Број чланова      | 1  | 2  | 3  | 4  | 5 | 6 | 7 | 8 | 9 | 10 и више | Просек |
| ----------------- | -- | -- | -- | -- | - | - | - | - | - | --------- | ------ |
| Број домаћинстава | 45 | 39 | 23 | 30 | 6 | 4 | 2 | 0 | 0 | 0         | 2,55   |

| Пол    | Укупно | Неожењен/Неудата | Ожењен/Удата | Удовац/Удовица | Разведен/Разведена | Непознато |
| ------ | ------ | ---------------- | ------------ | -------------- | ------------------ | --------- |
| Мушки  | 165    | 55               | 90           | 14             | 4                  | 2         |
| Женски | 150    | 22               | 93           | 30             | 3                  | 2         |
| УКУПНО | 315    | 77               | 183          | 44             | 7                  | 4         |

| Пол    | Укупно                    | Пољопривреда, лов и шумарство | Рибарство                            | Вађење руде и камена | Прерађивачка индустрија       |
| ------ | ------------------------- | ----------------------------- | ------------------------------------ | -------------------- | ----------------------------- |
| Мушки  | 69                        | 12                            | 0                                    | 44                   | 2                             |
| Женски | 16                        | 4                             | 0                                    | 3                    | 4                             |
| УКУПНО | 85                        | 16                            | 0                                    | 47                   | 6                             |
| Пол    | Производња и снабдевање   | Грађевинарство                | Трговина                             | Хотели и ресторани   | Саобраћај, складиштење и везе |
| Мушки  | 0                         | 4                             | 2                                    | 0                    | 2                             |
| Женски | 0                         | 0                             | 0                                    | 0                    | 0                             |
| УКУПНО | 0                         | 4                             | 2                                    | 0                    | 2                             |
| Пол    | Финансијско посредовање   | Некретнине                    | Државна управа и одбрана             | Образовање           | Здравствени и социјални рад   |
| Мушки  | 0                         | 0                             | 2                                    | 0                    | 1                             |
| Женски | 0                         | 0                             | 1                                    | 2                    | 2                             |
| УКУПНО | 0                         | 0                             | 3                                    | 2                    | 3                             |
| Пол    | Остале услужне активности | Приватна домаћинства          | Екстериторијалне организације и тела | Непознато            | Непознато                     |
| Мушки  | 0                         | 0                             | 0                                    | 0                    | 0                             |
| Женски | 0                         | 0                             | 0                                    | 0                    | 0                             |
| УКУПНО | 0                         | 0                             | 0                                    | 0                    | 0                             |